# Municipio de Kinsley
El municipio de Kinsley (en inglés: Kinsley Township) es un municipio ubicado en el condado de Edwards en el estado estadounidense de Kansas. En el año 2010 tenía una población de 139 habitantes y una densidad poblacional de 1,14 personas por km².

## Geografía
El municipio de Kinsley se encuentra ubicado en las coordenadas 37°56′38″N 99°24′52″O / 37.94389, -99.41444. Según la Oficina del Censo de los Estados Unidos, el municipio tiene una superficie total de 121.46 km², de la cual 121,44 km² corresponden a tierra firme y (0,01 %) 0,02 km² es agua.

## Demografía
Según el censo de 2010, había 139 personas residiendo en el municipio de Kinsley. La densidad de población era de 1,14 hab./km². De los 139 habitantes, el municipio de Kinsley estaba compuesto por el 92,81 % blancos, el 0,72 % eran afroamericanos, el 5,76 % eran de otras razas y el 0,72 % eran de una mezcla de razas. Del total de la población el 10,79 % eran hispanos o latinos de cualquier raza.